# Xanthanomis aurantiaca
Xanthanomis aurantiaca är en fjärilsart som beskrevs av George Francis Hampson 1926. Xanthanomis aurantiaca ingår i släktet Xanthanomis och familjen nattflyn. Inga underarter finns listade i Catalogue of Life.